# Список персонажів телесеріалу «Цілком таємно»
Список персонажів телесеріалу «Цілком таємно» — американського фантастичного телесеріалу, який вперше стартував 10 вересня 1993 року на телеканалі Fox. Телесеріал є частиною загальної франшизи, яка складається з 11 сезонів, а також двох фільмів заснованих на його подіях — «Цілком таємно: Боротьба за майбутнє» та «Цілком таємно: Я хочу вірити». Всі персонажі є частиною загальної міфології телесеріалу.

## Огляд
Перші сім сезонів телесеріалу «Цілком таємно» зосереджуються на Дейні Скаллі (Джилліан Андерсон) — лікар і вчена, яку призначили працювати разом з Фоксом Малдером (Девід Духовни), шанованим спеціальним агентом ФБР, який закинув свою кар'єру задля того, щоб очолити підрозділ, який досліджує паранормальні та незрозумілі явища. Працюючи разом з Малдером Скаллі зрештою ставить під сумнів свою віру, а Малдер продовжує копирсатися в архівах будівлі Гувера, щоб з'ясувати, що трапилося з його зниклою сестрою. Протягом перших семи сезонів другорядні ролі в серіалі займають — Волтер Скіннер (Мітч Піледжі), теоретики змови «Самотні стрільці» (Том Брейдвуд, Дін Гаглунд і Брюс Гарвуд), а також секретні інформатори — Бездонна горлянка (Джеррі Гардін) та Містер Ікс (Стівен Вільямс).
Під час восьмого і дев'ятого сезону відбувається зміна напрямку телесеріалу. Духовни залишає головну роль, а згодом повертається у періодичній головній ролі. Тим часом Скаллі, яка тепер вірить у теорії Малдера, співпрацює зі спеціальним агентом Джоном Доггеттом (Роберт Патрік), колишнім детективом Департаменту поліції Нью-Йорка, і суворим скептиком, який все ще страждає після смерті свого сина Люка. Коли Доггетт починає працювати у спеціальному відділі з грифом «X», вагітна Скаллі продовжує пошуки Малдера. Наприкінці восьмого сезону Скаллі залишає спеціальний відділ з грифом «X» та йде працювати в академію ФБР. Після цього вона з'являється в телесеріалі лише в якості консультанта Доггетта. Посаду Скаллі займає Моніка Рейєс (Аннабет Гіш). Гіш та Мітч Піледжі отримують головні ролі.
У десятому та одинадцятому сезоні знову повертаються Духовни, Андерсон та Піледжі. Гіш повертається в гостьовій ролі.
| Поняття            |                   |                         |                         |                         |                         |                 |                                     |                 |                 |                 |                 |                              |               |               |  |
| Головна роль       | Головна роль      | Періодична головна роль | Періодична головна роль | Періодична головна роль | Періодична головна роль | Другорядна роль | Другорядна роль                     | Другорядна роль | Періодична роль | Періодична роль | Періодична роль | Гостьова роль                | Гостьова роль | Гостьова роль |  |
| Персонаж           | Актор             | Сезон                   | Сезон                   | Сезон                   | Сезон                   | Сезон           | Цілком таємно: Боротьба за майбутнє | Сезон           | Сезон           | Сезон           | Сезон           | Цілком таємно: Я хочу вірити | Сезон         | Сезон         |  |
| Персонаж           | Актор             | 1                       | 2                       | 3                       | 4                       | 5               | Цілком таємно: Боротьба за майбутнє | 6               | 7               | 8               | 9               | Цілком таємно: Я хочу вірити | 10            | 11            |  |
| Дейна Скаллі       | Джилліан Андерсон |                         |                         |                         |                         |                 |                                     |                 |                 |                 |                 |                              |               |               |  |
| Фокс Малдер        | Девід Духовни     |                         |                         |                         |                         |                 |                                     |                 |                 |                 |                 |                              |               |               |  |
| Джон Доггетт       | Роберт Патрік     |                         |                         |                         |                         |                 |                                     |                 |                 |                 |                 |                              |               |               |  |
| Моніка Рейес       | Аннабет Гіш       |                         |                         |                         |                         |                 |                                     |                 |                 |                 |                 |                              |               |               |  |
| Волтер Скіннер     | Мітч Піледжі      |                         |                         |                         |                         |                 |                                     |                 |                 |                 |                 |                              |               |               |  |
| Курець             | Вільям Брюс Девіс |                         |                         |                         |                         |                 |                                     |                 |                 |                 |                 |                              |               |               |  |
| Алекс Крайчек      | Ніколас Ліа       |                         |                         |                         |                         |                 |                                     |                 |                 |                 |                 |                              |               |               |  |
| Бездонна горлянка  | Джеррі Гардін     |                         |                         |                         |                         |                 |                                     |                 |                 |                 |                 |                              |               |               |  |
| Містер Ікс         | Стівен Вільямс    |                         |                         |                         |                         |                 |                                     |                 |                 |                 |                 |                              |               |               |  |
| Маріта Коваррубіас | Лорі Голден       |                         |                         |                         |                         |                 |                                     |                 |                 |                 |                 |                              |               |               |  |
| Джефрі Спендер     | Кріс Оуенс        |                         |                         |                         |                         |                 |                                     |                 |                 |                 |                 |                              |               |               |  |
| Елвін Керш         | Джеймс Пікенс     |                         |                         |                         |                         |                 |                                     |                 |                 |                 |                 |                              |               |               |  |

## Синдикат

### Курець
Курець (1-7, 9-11 сезон) — роль виконав Вільям Б. Девіс.
Перша поява: «Пілот».
Остання поява: «Моя боротьба IV».

### Охайний чоловік
Перша поява: «Благословенний шлях».
Остання поява: «Цілком таємно: Боротьба за майбутнє».

### Бездонна горлянка
Перша поява: «Глибока глотка».
Остання поява: «Шосте вимирання II: Любов до долі».

### Містер Ікс
Перша поява: «Хазяїн».
Остання поява: «Істина».

### Маріта Коваррубіас
Перша поява: «Раса панів».
Остання поява: «Істина».

### Алекс Крайчек
Перша поява: «Безсонний».
Остання поява: «Істина».

## Сімейні зв'язки
Генеалогічне дерево родин — Малдер, Спендер та Скаллі.
| Вільям Малдер † | Вільям Малдер † | Вільям Малдер † | Вільям Малдер † | Вільям Малдер †  | Вільям Малдер †  |                  |                  | Тіна Малдер †    | Тіна Малдер †    | Тіна Малдер † | Тіна Малдер † | Тіна Малдер † | Тіна Малдер † |             |             | Курець (К. Дж. Б. Спендер) | Курець (К. Дж. Б. Спендер) | Курець (К. Дж. Б. Спендер) | Курець (К. Дж. Б. Спендер) | Курець (К. Дж. Б. Спендер) | Курець (К. Дж. Б. Спендер) |                |                | Кассандра Спендер | Кассандра Спендер | Кассандра Спендер | Кассандра Спендер | Кассандра Спендер | Кассандра Спендер |             |             | Вільям Скаллі † | Вільям Скаллі † | Вільям Скаллі † | Вільям Скаллі † | Вільям Скаллі †  | Вільям Скаллі †  |                  |                  | Маргарет Скаллі † | Маргарет Скаллі † | Маргарет Скаллі † | Маргарет Скаллі † | Маргарет Скаллі † | Маргарет Скаллі † |              |              |              |              |             |             |               |               |               |               |               |               |  |  |  |  |  |  |  |  |  |  |  |  |  |  |  |  |  |  |  |  |  |  |  |  |  |  |  |  |  |  |  |  |  |  |  |  |
| Вільям Малдер † | Вільям Малдер † | Вільям Малдер † | Вільям Малдер † | Вільям Малдер †  | Вільям Малдер †  |                  |                  | Тіна Малдер †    | Тіна Малдер †    | Тіна Малдер † | Тіна Малдер † | Тіна Малдер † | Тіна Малдер † |             |             | Курець (К. Дж. Б. Спендер) | Курець (К. Дж. Б. Спендер) | Курець (К. Дж. Б. Спендер) | Курець (К. Дж. Б. Спендер) | Курець (К. Дж. Б. Спендер) | Курець (К. Дж. Б. Спендер) |                |                | Кассандра Спендер | Кассандра Спендер | Кассандра Спендер | Кассандра Спендер | Кассандра Спендер | Кассандра Спендер |             |             | Вільям Скаллі † | Вільям Скаллі † | Вільям Скаллі † | Вільям Скаллі † | Вільям Скаллі †  | Вільям Скаллі †  |                  |                  | Маргарет Скаллі † | Маргарет Скаллі † | Маргарет Скаллі † | Маргарет Скаллі † | Маргарет Скаллі † | Маргарет Скаллі † |              |              |              |              |             |             |               |               |               |               |               |               |  |  |  |  |  |  |  |  |  |  |  |  |  |  |  |  |  |  |  |  |  |  |  |  |  |  |  |  |  |  |  |  |  |  |  |  |
|                 |                 |                 |                 |                  |                  |                  |                  |                  |                  |               |               |               |               |             |             |                            |                            |                            |                            |                            |                            |                |                |                   |                   |                   |                   |                   |                   |             |             |                 |                 |                 |                 |                  |                  |                  |                  |                   |                   |                   |                   |                   |                   |              |              |              |              |             |             |               |               |               |               |               |               |  |  |  |  |  |  |  |  |  |  |  |  |  |  |  |  |  |  |  |  |  |  |  |  |  |  |  |  |  |  |  |  |  |  |  |  |
|                 |                 |                 |                 |                  |                  |                  |                  |                  |                  |               |               |               |               |             |             |                            |                            |                            |                            |                            |                            |                |                |                   |                   |                   |                   |                   |                   |             |             |                 |                 |                 |                 |                  |                  |                  |                  |                   |                   |                   |                   |                   |                   |              |              |              |              |             |             |               |               |               |               |               |               |  |  |  |  |  |  |  |  |  |  |  |  |  |  |  |  |  |  |  |  |  |  |  |  |  |  |  |  |  |  |  |  |  |  |  |  |
|                 |                 |                 |                 | Саманта Малдер † | Саманта Малдер † | Саманта Малдер † | Саманта Малдер † | Саманта Малдер † | Саманта Малдер † |               |               | Фокс Малдер   | Фокс Малдер   | Фокс Малдер | Фокс Малдер | Фокс Малдер                | Фокс Малдер                |                            |                            | Джефрі Спендер             | Джефрі Спендер             | Джефрі Спендер | Джефрі Спендер | Джефрі Спендер    | Джефрі Спендер    |                   |                   | Білл Скаллі       | Білл Скаллі       | Білл Скаллі | Білл Скаллі | Білл Скаллі     | Білл Скаллі     |                 |                 | Мелісса Скаллі † | Мелісса Скаллі † | Мелісса Скаллі † | Мелісса Скаллі † | Мелісса Скаллі †  | Мелісса Скаллі †  |                   |                   | Дейна Скаллі      | Дейна Скаллі      | Дейна Скаллі | Дейна Скаллі | Дейна Скаллі | Дейна Скаллі |             |             | Чарльз Скаллі | Чарльз Скаллі | Чарльз Скаллі | Чарльз Скаллі | Чарльз Скаллі | Чарльз Скаллі |  |  |  |  |  |  |  |  |  |  |  |  |  |  |  |  |  |  |  |  |  |  |  |  |  |  |  |  |  |  |  |  |  |  |  |  |
|                 |                 |                 |                 | Саманта Малдер † | Саманта Малдер † | Саманта Малдер † | Саманта Малдер † | Саманта Малдер † | Саманта Малдер † |               |               | Фокс Малдер   | Фокс Малдер   | Фокс Малдер | Фокс Малдер | Фокс Малдер                | Фокс Малдер                |                            |                            | Джефрі Спендер             | Джефрі Спендер             | Джефрі Спендер | Джефрі Спендер | Джефрі Спендер    | Джефрі Спендер    |                   |                   | Білл Скаллі       | Білл Скаллі       | Білл Скаллі | Білл Скаллі | Білл Скаллі     | Білл Скаллі     |                 |                 | Мелісса Скаллі † | Мелісса Скаллі † | Мелісса Скаллі † | Мелісса Скаллі † | Мелісса Скаллі †  | Мелісса Скаллі †  |                   |                   | Дейна Скаллі      | Дейна Скаллі      | Дейна Скаллі | Дейна Скаллі | Дейна Скаллі | Дейна Скаллі |             |             | Чарльз Скаллі | Чарльз Скаллі | Чарльз Скаллі | Чарльз Скаллі | Чарльз Скаллі | Чарльз Скаллі |  |  |  |  |  |  |  |  |  |  |  |  |  |  |  |  |  |  |  |  |  |  |  |  |  |  |  |  |  |  |  |  |  |  |  |  |
|                 |                 |                 |                 |                  |                  |                  |                  |                  |                  |               |               |               |               |             |             |                            |                            |                            |                            |                            |                            |                |                |                   |                   |                   |                   |                   |                   |             |             |                 |                 |                 |                 |                  |                  |                  |                  |                   |                   |                   |                   |                   |                   |              |              |              |              |             |             |               |               |               |               |               |               |  |  |  |  |  |  |  |  |  |  |  |  |  |  |  |  |  |  |  |  |  |  |  |  |  |  |  |  |  |  |  |  |  |  |  |  |
|                 |                 |                 |                 |                  |                  |                  |                  |                  |                  |               |               |               |               |             |             |                            |                            |                            |                            |                            |                            |                |                |                   |                   |                   |                   |                   |                   |             |             |                 |                 |                 |                 |                  |                  |                  |                  | Вільям Скаллі     | Вільям Скаллі     | Вільям Скаллі     | Вільям Скаллі     | Вільям Скаллі     | Вільям Скаллі     |              |              | Емілі Сім †  | Емілі Сім †  | Емілі Сім † | Емілі Сім † | Емілі Сім †   | Емілі Сім †   |               |               |               |               |  |  |  |  |  |  |  |  |  |  |  |  |  |  |  |  |  |  |  |  |  |  |  |  |  |  |  |  |  |  |  |  |  |  |  |  |